# Bergerette
Als Bergerette (bɛʁʒɛʁet – französisch für kleine Schäferin zu berger ‚Hirte, Schäfer‘) wird ein französisches Hirtenlied und ländlicher Tanz bezeichnet.

## Geschichte
Die Bergerette wurde im 15. Jahrhundert von burgundischen Liedermachern entwickelt, ähnlich einer mittelalterlichen Virelai (amouröses Tanzlied in Refrainform) aber mit nur einer Stanza (Strophe); zu einer bekannten Melodie wurde ein neuer Text verwendet.
Als eine beliebte französische Liedform (formes fixes) war sie dem Rondeau verwandt und steht im Kontext zur Schäferdichtung der Renaissance. Clemens Goldberg bezeichnet sie als „die Modeform der Jahre 1460–1480“.
Insgesamt blieb sie im Vergleich zu anderen Formen unbedeutend und verschwand – wie auch die Virelai – im 15. Jahrhundert zunächst wieder.
Die erste erhaltene Bergerette stammt aus der Zeit um 1430. Ein bekannteres Beispiel ist Josquin Desprez’ Bergerette savoyenne (überliefert in Petruccis Odhecaton 1501).
Im 16. Jahrhundert begegnet die Bergerette als Tanz im schnellen Tripeltakt (Dreiertakt), verwandt der „Basse danse“.
Populär wurden die Bergerettes wieder im 18. Jahrhundert, zur Zeit des spätbarocken Schäferspiels (einer weiteren „Renaissance“ der antiken Bukolik). Zu dieser Zeit werden hiermit vor allem Lieder mit frivolen Texten benannt.